# إيفا هاميلتون
إيفا هاميلتون (بالسويدية: Eva Hamilton)‏ هي صحفية سويدية، ولدت في 29 أبريل 1954 في ستوكهولم في السويد.